# 锿
（旧译釾），是一種人工合成的化學元素，其化學符號为Es，原子序數为99。鑀屬於錒系元素，是第七個超鈾元素，具有高度的放射性。 
鑀是在1952年第一次氫彈爆炸的殘餘物中發現的，並以物理學家阿爾伯特·愛因斯坦命名。其最常見的同位素為鑀-253（半衰期為20.47天），是通過鉲-253的衰變而人工製造的，每年在高能核反應爐中的產量約為1毫克。合成之後，鑀-253要從其他錒系元素及其衰變產物中分離出來，這是個複雜的過程。其他的鑀同位素則在各個實驗室中以較輕元素的離子撞擊錒系元素而合成，但產量少得多。由於鑀的產量少，且最容易生產的鑀-253半衰期又較短，目前鑀在基礎科學研究之外幾乎沒有任何應用。鑀曾在1955年用於首次合成鍆元素，並一共合成了17顆鍆原子。
鑀是一種十分活潑的柔軟銀白色金屬，具順磁性。其化學屬性符合典型的重錒系元素，容易形成+3氧化態，但在固相中也可以形成+2態。鑀-253的高放射性會使它明顯地發光，並會迅速破壞其晶體金屬結構，每克釋放大約1000焦耳的熱量。由於鑀-253每天都損失3%的質量，並依次衰變為錇和鉲，因此對鑀的研究十分困難。壽命最長的鑀同位素是鑀-252（半衰期為471.7天），可以用於研究鑀的物理特性，但生產鑀-252是極為困難的，每次的產量也極少。鑀是最後一種曾在宏觀尺度下以純元素形態被研究過的元素，即產量能以肉眼所見的最重元素，所用的同位素是較常見但半衰期短的鑀-253。和其他的人工合成的超鈾元素一樣，鑀極具放射性，与其接触會對健康造成損害。

## 歷史

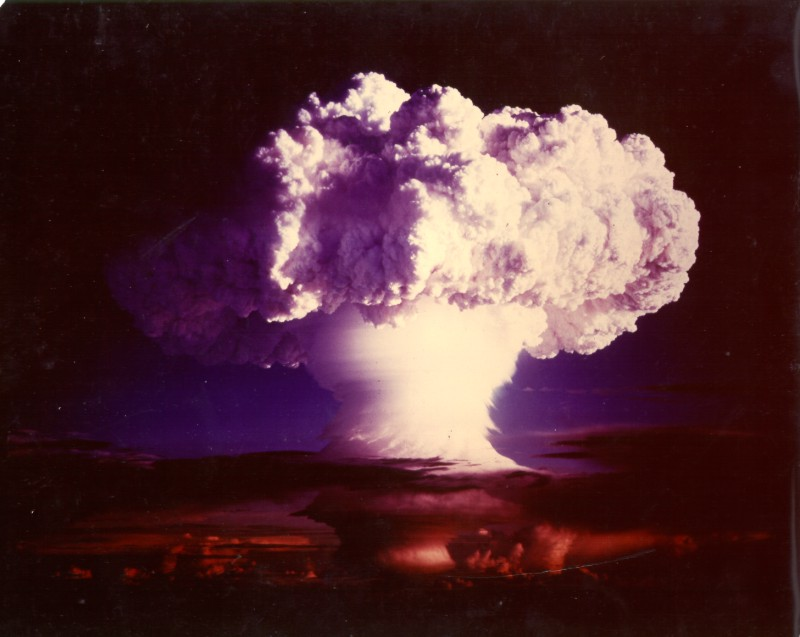
鑀在「常春藤麥克」核試驗的輻射落塵中首次被發現。

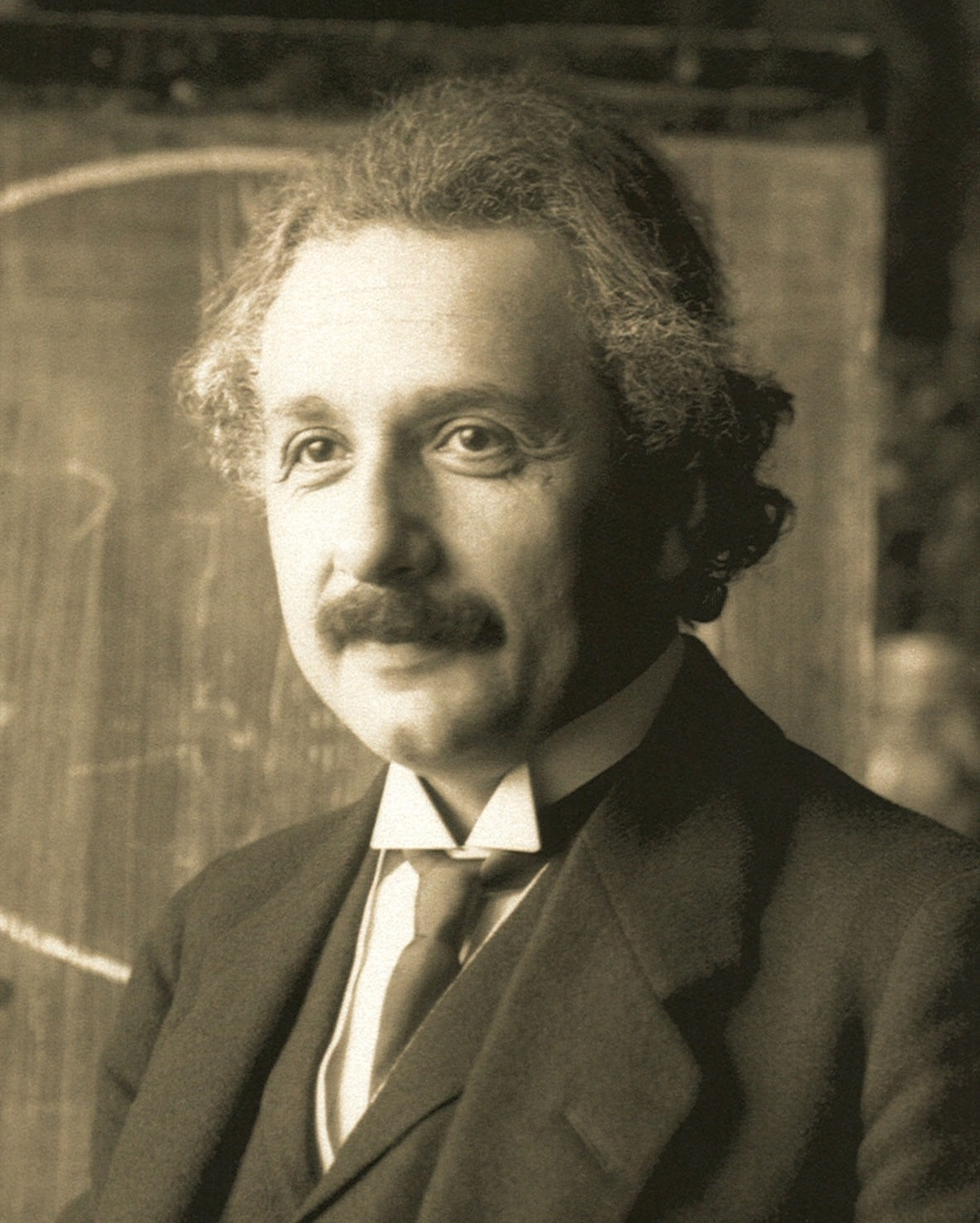
鑀是以阿爾伯特·愛因斯坦命名的。

鑀在1952年12月由阿伯特·吉奧索等人於伯克利加州大學連同阿貢國家實驗室和洛斯阿拉莫斯國家實驗室合作發現。含有鑀的樣本採自「常春藤麥克」核試驗的輻射落塵。該核試驗於1952年11月1日在太平洋埃內韋塔克環礁上進行，是首次成功引爆的氫彈。對爆炸落塵的初步檢驗發現了一種新的鈈同位素（
244
94Pu
），而這只能通過鈾-238吸收6顆中子，再進行兩次β−衰變才會形成。
{\displaystyle \mathrm {^{238}_{\ 92}U\ {\xrightarrow[{-2\ \beta ^{-}}]{+\ 6\ (n,\gamma )}}\ _{\ 94}^{244}Pu} }
當時一般認為，重原子核多次吸收中子是一件較罕見的現象，但244
94Pu
的形成意味着鈾原子核可能會捕獲更多的中子，從而產生比鉲更重的元素。
飛機搭載濾紙飛過爆炸殘餘的雲，濾紙再交由吉奧索等人進行分析（244
94Pu
也是用同一種方法發現的）。在核試驗進行地點埃內韋塔克環礁處受污染的珊瑚礁也被送到美國進行處理及分析，從中又提取了更多放射性物質。疑似新元素的分離是在微酸性（pH ≈ 3.5）的檸檬酸/銨緩衝溶液中利用離子交換法在高溫下進行的。最後得出的鑀元素只有不到200個原子。不過，通過發現253Es的特徵性α衰變能量（6.6 MeV），還是能夠探測到鑀的存在。該同位素是在鈾-238原子核捕獲了15顆中子，再經過7次β衰變後形成的，半衰期為20.5天。之所以能夠有這樣多次的中子捕獲，是因為核爆時所產生的高中子通量，使新產生的同位素能夠在衰變為較輕的元素之前吸收大量的中子。中子捕獲最初只會提高該核素的質量數（中子數加質子數），而不會提高其原子序（質子數）；之後的β衰變再依序增加原子序：
{\displaystyle \mathrm {^{238}_{\ 92}U\ {\xrightarrow[{6\beta ^{-}}]{+\ 15n}}\ _{\ 98}^{253}Cf\ {\xrightarrow {\beta ^{-}}}\ _{\ 99}^{253}Es} }
某些238U更能夠另外再吸收兩顆中子（一共17顆），形成255Es，以及255Fm。鐨（Fm）是在本次核試驗中發現的另一種新元素。由於正值冷戰時期，因此這些新元素的發現被美國軍方列為機密，直到1955年才被公佈。這樣的快速多次中子捕獲使R-過程有了所需的實驗驗證。R-過程是一種多次中子捕獲的過程，能夠解釋某些重元素（鎳以上元素）是如何在超新星爆炸中合成的，這是宇宙中許多穩定元素的來源。
同時，位於伯克利及阿貢的實驗室利用氮-14和鈾-238之間的核反應以及對鈈和鉲進行強烈的中子輻射，也產生了鑀（和鐨）的一些同位素： 
{\displaystyle \mathrm {^{252}_{\ 98}Cf\ {\xrightarrow {(n,\gamma )}}\ _{\ 98}^{253}Cf\ {\xrightarrow[{17.81\ d}]{\beta ^{-}}}\ _{\ 99}^{253}Es\ {\xrightarrow {(n,\gamma )}}\ _{\ 99}^{254}Es\ {\xrightarrow[{}]{\beta ^{-}}}\ _{100}^{254}Fm} }
研究結果在1954年發佈。報告中附有聲明，註明此前已有過對這些元素進行的研究。伯克利的研究團隊也發佈了有關鑀和鐨化學屬性的研究結果。有關「常春藤麥克」核彈的研究在1955年解密。
與美國團隊競爭的，有位於瑞典斯德哥爾摩的諾貝爾物理研究所。1953年末至1954年初，該團隊以氧原子核撞擊鈾原子核，成功合成了較輕的一些鐨同位素，如250Fm。這些結果也在1954年發佈。但是，由於發佈日期較早，所以人們一般還是承認伯克利團隊最先發現鑀元素。該團隊因此擁有對該元素的命名權。他們決定將第99號元素命名為Einsteinium，以紀念逝世不久的阿爾伯特·愛因斯坦（Albert Einstein，1955年4月18日逝）；並將第100號元素命名為Fermium，以紀念另一位逝世不久的物理學家恩里科·費米（Enrico Fermi，1954年11月28日逝）。1955年8月8日至20日於第一屆日內瓦原子會議（Geneva Atomic Conference）上，阿伯特·吉奧索首次宣佈發現這些新元素。鑀的最初符號為「E」，後改為「Es」。

## 特性

### 物理特性

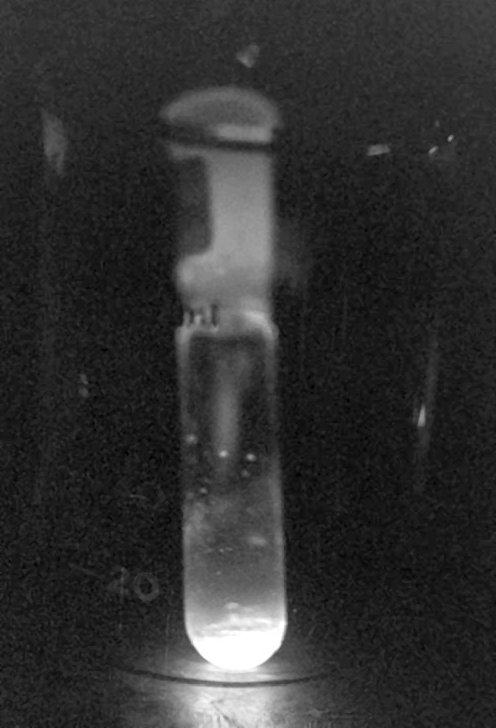
大約300 µg的^{253}Es因強烈輻射而發光。

鑀是一種銀白色的放射性金屬。在元素週期表中，鑀位於鉲之右，鐨之左，鈥之下。其物理及化學特性與鈥有許多共通之處。其密度為8.84 g/cm3，這比鉲的密度低（15.1 g/cm3），但與鈥的密度相約（8.79 g/cm3）。鑀的熔點（860 °C）比鉲（900 °C）、鐨（1527 °C）及鈥（1461 °C）的熔點低。鑀是一種柔軟的金屬，其體積模量只有15 GPa，是非鹼金屬中該數值最低的元素之一。
與更輕的錒系元素鉲、錇、鋦及鎇不同的是，鑀不呈雙六方晶體結構，而是呈面心立方結構。其空間群為Fm3m，點陣常數為a = 575 pm。但是有研究稱，鑀能夠在室溫下形成六方晶體，a = 398 pm，c = 650 pm，但在加熱到300 °C之後便轉變為面心立方結構。
鑀的放射性非常強，使其自身的晶體結構迅速受輻射破壞；每克253Es會通過輻射釋放1000瓦的能量，足以產生肉眼可見的亮光。這也可能是鑀擁有低密度、低熔點的原因。由於可用樣本稀少，所以鑀的熔點是通過觀察在電子顯微鏡下對鑀進行加熱而推導出的。少量樣本中的表面效應會降低熔點值。
鑀的化合價為三，而且具高揮發性。為了減少輻射對鑀自身的破壞，大部分對固體鑀及其化合物的測量都在熱退火之後馬上進行。某些鑀化合物是在還原性氣體中研究的，如H2O+HCl用於研究EsOCl，這樣化合物在分解的同時，也會重新形成。
除了輻射導致的自我破壞以外，鑀的稀少和迅速衰變也對研究造成了困難。最常見的同位素253Es每年只生產一到兩次，每次份量不超過1毫克。每1天有3.3%的鑀轉變為錇，再轉變為鉲：
{\displaystyle \mathrm {^{253}_{\ 99}Es\ {\xrightarrow[{20\ d}]{\alpha }}\ _{\ 97}^{249}Bk\ {\xrightarrow[{314\ d}]{\beta ^{-}}}\ _{\ 98}^{249}Cf} }
因此大部分被研究的鑀樣本都受到了其他物質的污染，而其本身的屬性則是通過長期積累數據推導而得。其他避過污染問題的實驗方法包括用可调谐激光選擇性地只激發鑀離子，這種方法被用於研究鑀的發光屬性。
對鑀金屬、其氧化物及氟化物磁性的研究指出，這三種物質從在液態氫中到室溫中均顯示出居里外斯順磁性。推導出的Es2O3的有效磁矩為10.4 ± 0.3 µB，EsF3的為11.4 ± 0.3 µB。這兩個值是錒系元素中最高的，相對應的居里點分別為53和37 K。

### 化學特性
和所有錒系元素一樣，鑀在化學上非常活潑。其+3氧化態在固體及水溶液中最為穩定，並呈淺粉紅色。在固體中，鑀還可以形成+2態。這種+2態在許多別的錒系元素中是不存在的，包括鏷、鈾、鎿、鈈、鋦和錇。Es2+化合物可以通過使用二氯化釤還原Es3+來取得。氣態化學研究臆測可能存在+4態，但這仍待證實。

### 同位素
鑀已知共有18種同位素及5種同核異構體，質量數從240到257不等，全部都具有放射性，其中最穩定的同位素為252Es，半衰期為471.7天。其他較穩定的同位素包括254Es（半衰期為275.7天）、255Es（39.8天）及253Es（20.47天）。其餘所有的同位素半衰期都在40小時以下，大部分的在30分鐘以下。5種同核異構體中，最穩定的為254mEs，其半衰期為39.3小時。

### 核裂變
鑀具有高核裂變率，因此要持續核連鎖反應所需的臨界質量很低。一個純254Es同位素球體的臨界質量為9.89公斤，只要加上一條30厘米長的鋼條或水反射層就能把臨界值降到2.9甚至2.26公斤。然而，這一數值遠比目前總共製造出的鑀元素要多，其中254Es的總產量則更少。

### 天然存量
由於鑀的所有同位素半衰期都很短，所以一切原始的鑀核素，也就是在地球形成時可能存在的鑀，至今都已全部衰變殆盡。鑀也可以通過地殼中的錒系元素（鈾和釷）發生多次中子捕獲產生，但這發生的可能性極低。因此地球上幾乎所有的鑀都是在科學實驗室、高能核反應爐或是核武器試驗中產生的，並在合成後只存留不超過幾年的時間。從95號鋂至100號鐨的超鈾元素，包括鑀，都曾位於加彭奧克洛的天然核反應堆中自然產生，但至今已不再形成了。

## 合成與提取

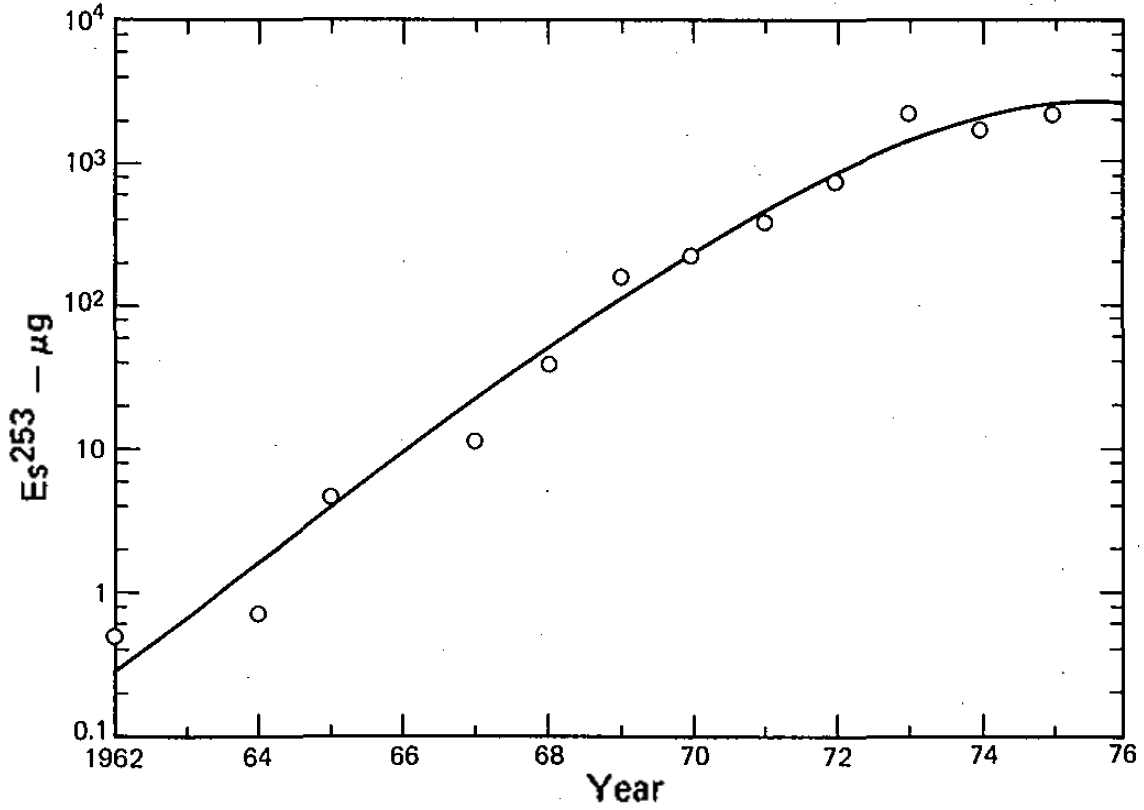
鑀早期在美國的產量

鑀是在核反應堆中通過對錒系元素進行中子撞擊而產生的。鑀元素的主要來源是位於美國田納西州橡樹嶺國家實驗室的85 MW高通率同位素反應爐（HFIR），以及位於俄羅斯季米特洛夫格勒核反應器研究所（NIIAR）的SM-2環流反應器。這兩個反應器都是專門用於製造超鋦元素的（Z > 96）。兩座設施的功率和通量相約，所以兩者對超鋦元素的生產量應該是相約的，但文獻較少報導NIIAR所生產的超鋦元素。該實驗室通過對鋦進行輻射，一般每次可生產數十克（1×101 g）鉲、數毫克（1×10-3 g）錇和鑀以及數皮克（1×10-12 g）鐨。
HFIR在1961年首次製成微量的253Es，樣本大約重10納克（1×10-9 g）。研究人員使用了一種特殊的磁秤來估計樣本的重量。之後的單次產量增加到1967年至1970年的0.48毫克，然後到1971年至1973年的3.2毫克，再到1974年至1978年的每年3毫克產量。這些數值指的是剛剛完成輻射時的鑀元素總量，而接著的分離過程會將純鑀的量降低大約10倍。

### 在實驗室中合成
對鈈進行強烈的中子輻射能夠產生4種鑀同位素：253Es（α衰變半衰期為20.03天，自發裂變半衰期為7×105年）、254mEs（β衰變半衰期為38.5小時）、254Es（α衰變半衰期為276天）及255Es（β衰變半衰期為24天）。另一種合成方式是以氮離子或氧離子高強度撞擊鈾-238。
鑀-247（半衰期為4.55分鐘）是以碳離子撞擊鎇-241，或以氮離子撞擊鈾-238產生的。後者在1967年於俄羅斯杜布納進行，參與的科學家因此獲得了列寧共青團獎。
同位素248Es是以氘離子撞擊249Cf產生的。它主要以放射正電子的形式進行衰變，成為248Cf，半衰期為25 ± 5分鐘；它也會進行能量為6.87 MeV的α衰變，釋放的電子數大約是α粒子數的400倍。
{\displaystyle \mathrm {^{249}_{\ 98}Cf\ +\ _{1}^{2}D\ \longrightarrow \ _{\ 99}^{248}Es\ +\ 3\ _{0}^{1}n\quad (_{\ 99}^{248}Es\ {\xrightarrow[{27\ min}]{\beta +}}\ _{\ 98}^{248}Cf)} }
較重的同位素249Es、250Es、251Es和252Es能夠通過對249Bk照射α粒子而產生。這種過程會釋放1到4顆中子，所以可以用來同時合成4中不同的同位素。
{\displaystyle \mathrm {^{249}_{\ 97}Bk\ {\xrightarrow {+\alpha }}\ _{\ \ \ \ \ \ \ \ \ \ \ \ \ \ \ \ 99}^{249,\ 250,\ 251,\ 252}Es} }
鑀-253是通過對0.1至0.2毫克的252Cf目標進行熱中子照射產生的，中子通量為每秒每平方厘米2至5×1014顆中子，照射時長為500至900個小時：
{\displaystyle \mathrm {^{252}_{\ 98}Cf\ {\xrightarrow {(n,\gamma )}}\ _{\ 98}^{253}Cf\ {\xrightarrow[{17.81\ d}]{\beta ^{-}}}\ _{\ 99}^{253}Es} }

### 在核爆炸中合成

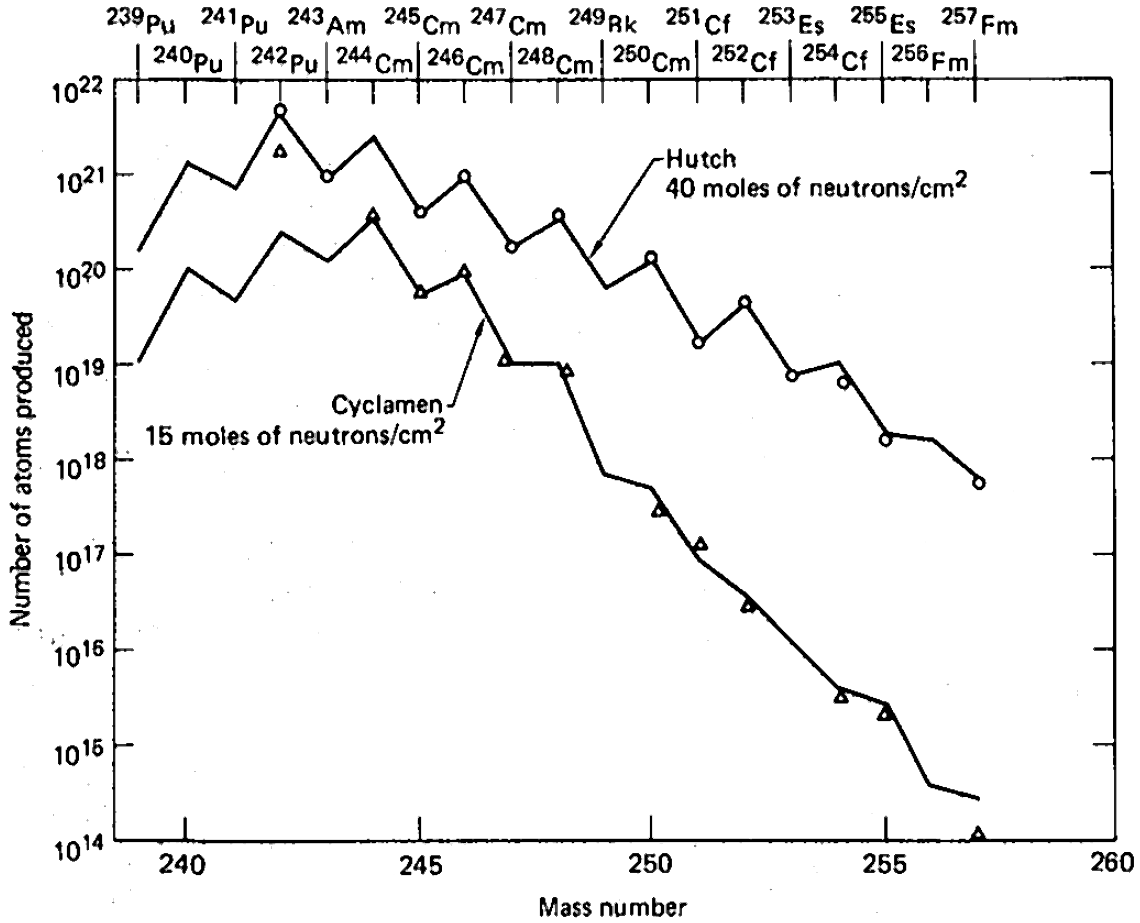
美國進行的「Hutch」和「Cyclamen」核試驗中超鈾元素產量的估值

對1千萬噸級核彈「常春藤麥克」的輻射落塵所進行的分析是一項長期項目，其目的為研究在高能核爆中超鈾元素的生產效率。使用核爆的原因如下：把鈾轉變成超鈾元素需要多重中子捕獲，而捕獲概率隨中子通量的提升而增加。核爆炸是最強的中子源，每微秒每平方厘米能夠產生1023個中子（約1029中子/(cm²·s)）。相比之下，高通率同位素反應爐的中子通量也只有5×1015中子/(cm²·s)。埃內韋塔克環礁爆炸處隨即設立起了一座實驗室，以對輻射落塵進行初步分析，因為某些同位素在被送到美國本土之前，便可能已經衰變殆盡了。飛機帶著濾紙在核爆之後飛過環礁的上空，並把採回的樣本立即送往該實驗室。起初，人們希望能夠以此發現比鐨更重的元素，但在1954年至1956年於該環礁進行了一系列百萬噸級核試驗之後，卻仍沒有發現這些元素。
由於相信在局限空間內的核爆可能會增加產生重元素的可能性，因此內華達試驗基地（現內華達國家安全區）又在1960年代進行地底核試驗，並採集數據。除了一般的鈾之外，核彈還裝有鎇和釷與鈾的混合物，以及鈈與鎿的混合物。試驗結果產量偏少，因為裝載的重元素提高了裂變率，並導致較重同位素的流失。對產物的提取分離非常困難，因為原子塵分佈在地下300至600米處熔化及汽化了的岩石中，而到如此的深度鑽地取樣又缺乏效率。
在1962至1969年間進行的9次地底核試驗中，最後一次的規模最大，而其超鈾元素產量也最高。在產量與原子質量數的關係圖（左圖）中，質量較低並擁有奇數質量數的同位素有較低的產量，因而在圖中產生鋸齒形的曲線。這是因為擁有奇數核子的同位素有較高的裂變率。研究中最大的問題在於採集爆炸後散落在各處的輻射落塵。載有濾紙的飛機只吸附到總量的4×10-14，而在埃內韋塔克環礁處所採集到的量也只增加了兩個數量級。在「Hutch」核試驗60天後提取的500公斤岩石當中也只有總量的10−7。這500公斤岩石，相比在爆炸7天後取得的0.4公斤石塊，其含超鈾元素的量只不過高出30倍。這證明超鈾元素的量與收集的岩石重量是不成正比的。為了加快樣本採集的速度，人們在核試驗之前就在爆炸原點鑽出了若干個豎井，這樣爆炸就會把足夠的樣本從中心通過豎井帶到地表，方便採樣。該方法在「Anacostia」和「Kennebec」核試驗中得到嘗試，並立即為研究提供了數百公斤的物質，但是其中錒系元素的濃度比通過鑽地取得的樣本的少三倍。這種方法雖然能夠有效幫助研究存留時間短的同位素，但卻無法提高整體錒系元素的產量。
儘管這一系列核試驗沒有再產生新的元素（除鑀和鐨外），而所取得的超鈾元素量也不如理想，但是其總體產生的稀有重同位素的量卻仍然比此前實驗室中能夠合成的要多。在「Hutch」核試驗中取得的包括大量稀有的250Cm同位素，這是很難從249Cm產生的：249Cm的半衰期（64分鐘）相對需數個月時間的反應爐輻射來說太短，但對於核爆炸時間段來說就很長了。

### 分離

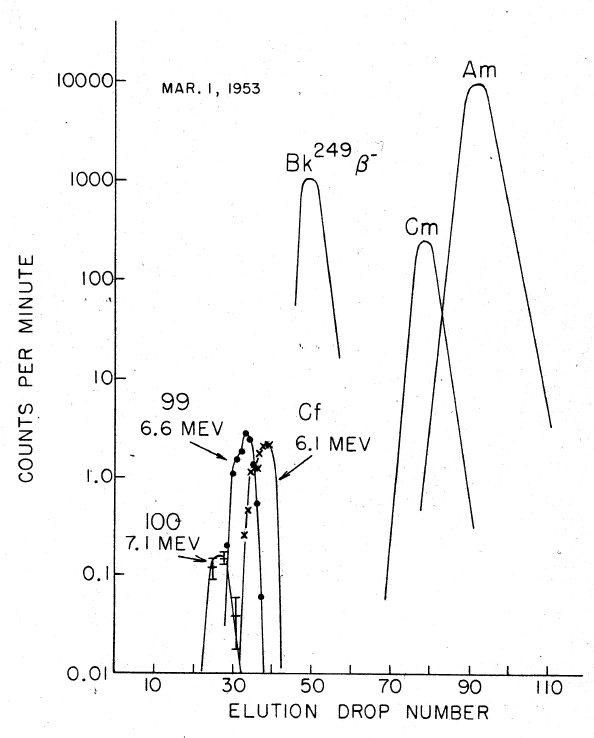
洗提過程：利用色離法分離Fm（100）、Es（99）、Cf、Bk、Cm及Am。

不同的鑀合成方式需要相應的分離程序。如果使用迴旋加速器使輕離子對重離子進行撞擊，那麼重離子目標體是固定在金屬薄片上的，因此產生的鑀在輻射完畢後只需要從薄片上冲洗下來。不過這種方法的鑀產量相對較低。使用反應器輻射法能夠大大提高產量，但產物將會混有各種錒系元素的同位素，以及核裂變產生的鑭系元素。從這種混合物中分離鑀元素是個非常繁複的過程，須在高溫高壓下重復進行正離子交換，再進行色譜法。鑀與錇的分離是非常重要的，因為在核反應器中產生的最穩定的鑀同位素253Es會衰變為249Bk，半衰期只有20天。這對於多數實驗來說都是個很短的時間段。要分離它們就需要用到錇的化學特性：錇能夠輕易地氧化成為+4態的固體，並從溶液中沉澱出來；其他的錒系元素，包括鑀，則會在溶液中保持其+3氧化態。
要在衰變產物中把三價的錒系元素從鑭系元素中分離出來，可以使用正離子交換樹脂柱，並注入含有90%水及10%乙醇的氫氯酸飽和溶液，作為洗提劑。其後一般使用負離子交換層析法，所用的洗提劑是濃度為6 M的氫氯酸。最後再以經銨鹽處理過的正離子交換樹脂柱（Dowex-50交換柱）來分離含有99、100及101號元素的分析層。根據洗提位置隨時間的變化，就可以辨認這幾個元素，可用的洗提劑包括α-羥基異丁酸溶液（α-HIB）。
對三價錒系元素的分離也可以通過溶劑萃取層析法進行，使用二(2-乙基己基)磷酸酯（簡稱HDEHP）作為靜止的有機相態，並使用硝酸作為流動的水溶相態。錒系元素的洗提順序與使用正離子交換樹脂柱時的順序相反。以這種方法分離出來的鑀不含有機絡化劑，而使用樹脂柱分離的鑀則會含有機絡化劑。

### 鑀金屬的製備
鑀是一種高活性元素，因此要從鑀化合物中提取純鑀金屬，須要使用強還原劑。其中一種方法是使用鋰來還原三氟化鑀：
EsF3 + 3 Li → Es + 3 LiF
但是，由於熔點很低，而且其輻射也會迅速破壞其自身結構，所以鑀的蒸氣壓比氟化鋰還要高。這大大降低了這條反應的效率。早期的製備程序中曾嘗試用過這種方法，但研究人員很快就轉用鑭金屬來還原三氧化二鑀：
Es2O3 + La → 2 Es + La2O3

## 化合物
| 化合物 | 顔色   | 對稱性   | 空間群 | 編號 | 皮爾遜符號 | a（pm） | b（pm） | c（pm） |
| ------ | ------ | -------- | ------ | ---- | ---------- | ------- | ------- | ------- |
| Es2O3  | 無色   | 立方晶系 | Ia3    | 206  | cI80       | 1076.6  |         |         |
| Es2O3  | 無色   | 單斜晶系 | C2/m   | 12   | mS30       | 1411    | 359     | 880     |
| Es2O3  | 無色   | 六方晶系 | P3m1   | 164  | hP5        | 370     |         | 600     |
| EsF3   |        | 六方晶系 |        |      |            |         |         |         |
| EsF4   |        | 單斜晶系 | C2/c   | 15   | mS60       |         |         |         |
| EsCl3  | 橙色   | 六方晶系 | C63/m  |      | hP8        | 727     |         | 410     |
| EsBr3  | 黃色   | 單斜晶系 | C2/m   | 12   | mS16       | 727     | 1259    | 681     |
| EsI3   | 琥珀色 | 六方晶系 | R3     | 148  | hR24       | 753     |         | 2084    |
| EsOCl  |        | 四方晶系 | P4/nmm |      |            | 394.8   |         | 670.2   |

### 氧化物
三氧化二鑀（Es2O3）呈無色立方晶體，可通過燃燒硝酸鑀(III)燃燒製成。其首次被研究時的量只有數微克，晶體大小約為30納米。該氧化物還有其他兩種相態，結構分別屬於單斜晶系及六方晶系。Es2O3形成時的相態取決於其製備方式，目前還沒有相關的相態圖。在鑀的自我輻射及加熱下，三種相態會自發互相轉變。其六方晶系的相態與三氧化二鑭同型：Es3+離子被O2–離子以六配位的形式包圍。

### 鹵化物

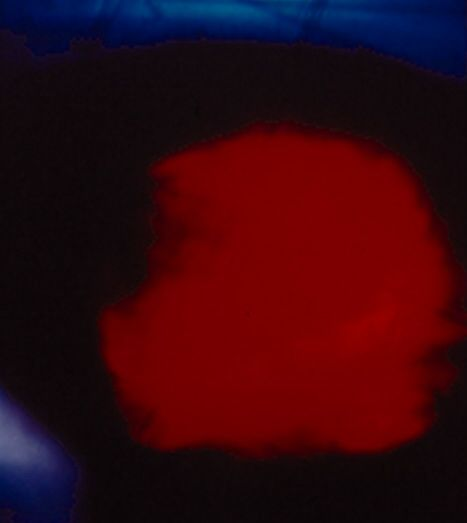
在黑暗中發光的三碘化鑀

鑀的鹵化物具有+2及+3氧化態。從鑀的氟化物到碘化物，+3態最穩定的。
將氟離子注入三氯化鑀溶液，可以沉澱出三氟化鑀（EsF3）。另一種製備方法是在1至2個大氣壓及300至400 °C溫度下，讓三氧化二鑀與三氟化氯（ClF3）或與氟氣（F2）進行反應。EsF3的晶體結構屬於六方晶系，與三氟化鉲（CfF3）同型，其中的Es3+離子被氟離子以八面體八配位的形式包圍。
三氯化鑀（EsCl3）的製備方式是在約500 °C的亁氯化氫氣體中對三氧化二鑀進行退火20分鐘。在溫度降到大約425 °C 時，它就會開始結晶成一種橙色的固體。其晶體結構屬於六方晶系，與三氯化鈾同型，其中的鑀原子被氯原子以三帽三角菱柱九配位的形式包圍。三溴化鑀（EsBr3）是一種淺黃色固體，晶體結構屬於單斜晶系，與三氯化鋁同型，其中的鑀原子被溴原子以八面體六配位的形式包圍。
鑀的二價化合物可以通過用氫對其三價鹵化物進行還原而取得：
2 EsX3 + H2 → 2 EsX2 + 2 HX,    X = F, Cl, Br, I
人們已製成了二氯化鑀（EsCl2）、二溴化鑀（EsBr2）、及二碘化鑀（EsI2），並對各個分別進行了光吸收特性的判定。目前沒有有關其結構的資料。
已知的鹵氧化物包括EsOCl、EsOBr及EsOI。其製成方式是將三鹵化物置於水和相應鹵化氫的混合氣體中，使其進行反應。例如，EsCl3 + H2O/HCl可產生EsOCl。

### 有機化合物
鑀的高放射性有用於放射性療法的潛力。科學家曾合成鑀的有機絡合物，從而將鑀原子帶到身體中指定的器官裏。曾經有實驗把檸檬酸鑀（以及鐨化合物）注射到狗的體內。Es3+也被加入到β-二酮螯合物中，因為在紫外線照射下，鑭系元素的β-二酮螯合物在所有金屬有機化合物中擁有最強的冷發光效應。當製備鑀絡合物時，要用Gd3+把Es3+稀釋1000倍。這樣可以降低化合物被自身輻射破壞的程度，使化合物能夠在實驗所需的20分鐘內不至於瓦解。Es3+發光的強度太弱，因此未能被探測到。這是因為化合物中各部分的相對能量不理想，所以螯合物框架不能有效地把能量傳遞到Es3+離子中。在換成鎇、錇及鐨元素後，實驗有相同的結果。
Es3+離子的發光效應卻在無機氫氯酸溶液及含有二(2-乙基己基)正磷酸的無機溶液中被觀測到。波長峰值位於1064納米（半值寬度為100納米），可經由綠光照射來激發（約495納米波長）。發光持續數微秒，量子產額低於0.1%。Es3+的非輻射衰變率比鑭系元素的高，而這是由於Es3+的f軌域電子與內層電子間具有較強的交互作用。

## 應用
鑀除了在基礎科學研究中用於製造原子序更高的超鈾元素之外，沒有任何實際用途。
1955年，勞倫斯伯克利國家實驗室用迴旋加速器對約109個253Es原子進行輻射，從而製造出鍆。所用的反應253Es(α,n)256Md產生了17個鍆原子（原子序為101）。
稀有的鑀-254同位素常被用於製造超重元素，因為它質量高，半衰期較長（270天），每次可取得的量也很高（數微克）。故此，在1985年，位於美國加州伯克利的superHILAC直線加速器使用了鑀-254來合成Uue（119號元素）。他們以鈣-48離子撞擊鑀-254目標體，但沒有探測到任何Uue原子。這為反應截面設下了300納靶恩的上限。
{\displaystyle \,_{99}^{254}\mathrm {Es} +\,_{20}^{48}\mathrm {Ca} \to \,_{119}^{302}\mathrm {Uue} ^{*}\to } 無原子
鑀-254曾用於校準月球登陸器上的化學分析光譜儀（見α-散射表面分析儀）。由於該同位素的質量很高，因此月表上輕元素與鑀-254同位素在分析儀上的信號重疊會大大減少。

## 安全
有關鑀毒性的數據主要來自對動物的研究。當老鼠進食了鑀以後，只有大約0.01%的鑀進入了血液。進入血液的鑀中有65%進入了骨骼，並存留大約50年；25%進入了肺部，生物半衰期約為20年。但由於鑀本身半衰期更短，所以這些數值是沒有實際關係的。另外0.035%進入了睾丸或0.01%進入卵巢，並永久存留。進食的量中大約10%被排放出來。鑀在骨骼表面均勻分佈，這和進食了鈈後的結果相同。

## 備註
1. ↑  254Es、254Fm及253Fm不會形成，因為254Cf和253Es不會進行β衰變。
2. ↑  命名是在兩位物理學家逝世之前提出的，但在其逝世後才被公佈。

## 書目
- Greenwood, Norman Neill; Earnshaw, Alan. . 2016. ISBN 978-0-7506-3365-9. OCLC 1040112384 （英语）.
- Haire, Richard G. . Morss, Lester R.; Edelstein, Norman M.; Fuger, Jean  (编).  (PDF) 3 3rd. Dordrecht, the Netherlands: Springer. 2006: 1577–1620. doi:10.1007/1-4020-3598-5_12. （原始内容 (PDF)存档于2010-07-17）.
- Holleman, Arnold F. and Wiberg, Nils Textbook of Inorganic Chemistry, 102 Edition, de Gruyter, Berlin 2007, ISBN 978-3-11-017770-1.
- Seaborg, G.T. (ed.) (1978) Proceedings of the Symposium Commemorating the 25th Anniversary of Elements 99 and 100 （页面存档备份，存于）, 23 January 1978, Report LBL-7701

## 外部連結
- 元素锿在洛斯阿拉莫斯国家实验室的介紹（英文）
- —— 锿（英文）
- 元素锿在The Periodic Table of Videos（諾丁漢大學）的介紹（英文）
- 元素锿在Peter van der Krogt elements site的介紹（英文）
- WebElements.com – 锿（英文）
- Age-related factors in radionuclide metabolism and dosimetry: Proceedings – contains several health related studies of einsteinium